# Championnat du Chili de football 1936
Navigation
Saison précédente Saison suivante
La saison 1936 du Championnat du Chili de football est la quatrième édition du championnat de première division au Chili. Les six clubs participants sont regroupés au sein d'une poule unique où ils s'affrontent deux seule fois au cours de la saison, à domicile et à l'extérieur. À la fin de la compétition, il n'y a pas de relégation et un club est promu de Segunda División.
C'est le club d'Audax Italiano qui remporte la compétition, après avoir terminé en tête du classement final, avec quatre points d'avance sur le triple tenant du titre, Deportes Magallanes et six sur le duo Colo Colo-Santiago Morning. C'est le tout premier titre de champion du Chili de l'histoire du club.

## Les clubs participants
| - Deportes Magallanes - Colo Colo - Santiago Badminton FC | - Unión Española - Audax Italiano - Club de Deportes Santiago Morning |

## Compétition
Le barème utilisé pour établir le classement est le suivant :
- Victoire : 2 points
- Match nul : 1 point
- Défaite : 0 point

### Classement
| Rang | Équipe                | Pts | J  | G | N | P | Bp | Bc | Diff |
| ---- | --------------------- | --- | -- | - | - | - | -- | -- | ---- |
| 1    | Audax Italiano        | 16  | 10 | 7 | 2 | 1 | 38 | 20 | +18  |
| 2    | Deportes Magallanes T | 12  | 10 | 6 | 0 | 4 | 31 | 21 | +10  |
| 3    | Colo-Colo             | 10  | 10 | 4 | 2 | 4 | 26 | 24 | +2   |
| 4    | CD Santiago Morning   | 10  | 10 | 4 | 2 | 4 | 21 | 24 | -3   |
| 5    | Santiago Badminton FC | 7   | 10 | 2 | 3 | 5 | 23 | 43 | -20  |
| 6    | Unión Española        | 5   | 10 | 1 | 3 | 6 | 18 | 25 | -7   |

|  | Champion du Chili 1936 |

## Bilan de la saison
| Championnat du Chili de football 1936 |                            |
| Champion                              | Audax Italiano (1er titre) |
| Promotions et relégations             |                            |
| Promus en Primera División            | Santiago Wanderers         |
| Relégués en Segunda División          | Aucun                      |